# ビートたけしのつくり方
『ビートたけしのつくり方』（ビートたけしのつくりかた）は、1993年10月14日から1994年3月17日までフジテレビ系列局で放送されたイースト・フジテレビ共同制作のバラエティ番組（お笑い番組）。放送時間は毎週木曜 20:00 (初回のみ19:00) - 20:54 (JST) 。

## 概要
ビートたけしの冠番組のひとつで、当時深夜に放送されて高視聴率を出し人気だった『北野ファンクラブ』とほぼ同じスタッフで制作されていた。また番組収録も同様に渋谷ビデオスタジオで行われていた（企画内容によってはレモンスタジオで収録していた物もある）。いわば『ゴールデンタイム版 北野ファンクラブ』的な存在の番組である。
ただし、ゴールデンタイムと深夜の性質上の違いから、番組内容は割と違うものとなっていた。トークコーナーには豪華なセットが用意され、たけしの相手には高田文夫ではなくヒロミを起用、スタジオ内の音声もステレオ音源で収録されていた。またトークよりもコントや実験企画が中心の番組内容であり、放送時間帯の都合上下ネタも極力抑えられていたが、実験企画「たけし教養講座」のコーナーではそれなりのお色気を扱うテーマのものもあった（例えば“女性モデルの開脚は何度以下までなら芸術で、何度以上開くとわいせつになるかを研究する”など。この企画は1997年から深夜で放送された『足立区のたけし、世界の北野』でより一層お色気を前面に出した形でリメイクされ、セクシー系女優であった宮澤ゆうなや草凪純、本城小百合、大浦あんな、川嶋なな等が出演するきっかけとなった）。また当番組のコントは1994年12月30日放送の特別番組『たけし大全集'94 たけしが愛した101人』で再放送された。この特番には、後述のドラマで出演した女優の星由里子と諸星和己が当時河田町にあったフジテレビ本社屋上でのトークコーナーのゲストに出演した。
また1993年7月に収録中の出演者死亡事故で打ち切りになった『ウッチャンナンチャンのやるならやらねば!』の受け皿としてウッチャンナンチャンもレギュラー出演していた（たけしと内村・南原は当番組が初共演）。
前半期には三谷幸喜脚本による連続ミニドラマが目玉企画として用意されたが、この企画は3か月で終了（後期3か月は設定のみ引き継ぎ、各話完結型となった）。一時は『北野ファンクラブ』での宣伝効果もあり視聴率14%以上をマークした事もあったが、結果的には番組は半年で終了した。放送回数は前期クール10回、後期クール10回の計20回。なお初回のみ『ビートたけしのつくり方がわかる超豪華限定スペシャル』と題して2時間スペシャルで放送された。
次にたけしがフジテレビ系列の木曜20時台に登場するのはその4年6か月後、1998年10月に土曜日19時台から枠移動した『奇跡体験!アンビリバボー』でのストーリーテラー (たけしは2024年（令和6年)3月にストーリーテラーを卒業、当時MCだった剛力彩芽も同時に卒業) となる。
番組終了から13年半後の2007年9月19日、番組のコントとミニドラマを集めたDVDが3枚組でポニーキャニオンから発売された。
オープニングテーマは、あがた森魚の「蒲田行進曲'74」(第1回-第3回・第5回-第7回) とユニコーンの「東京ブギウギ」(第4回・第8回-第10回) が前期に使用され、後期はオープニング映像が変更された事でテーマ曲がビートルズの「A HARD DAY'S NIGHT」に変更された。なお前期に使用していたオープニング映像は上記のDVD第1巻でも使用されている（音楽はDVD版では「カルメン 第一幕への前奏曲(闘牛士)」に差し替えられている）。エンディングテーマは松任谷由実の「11月のエイプリルフール」が使用されていた（エンディング映像は前期と後期で違うもので、前期はユーミンのCDアルバム「U-miz」のジャケットで使用されている切り抜き型に映像をハメ込み合成された物が使用）。

## エピソード
- ヒロミは当番組に出演する前まで、たけしとはごくわずかしか共演した事がなかったが、初回のトークで「おじさん、僕は貴方に憧れてこの世界に入ってきたんですから」と話し、それから意気投合する様になり他番組（『平成教育委員会』『ドラキュラが狙ってる』『TVタックル』等）の共演やプライベートで飲みに行ったりと親交が深まっていった。
- 番組初回にて女性出演者に渾名を付けた（たけしいわく、夜の店に出勤する人の源氏名の様なもの）。番組内コーナー「北野芸能塾。」に出演した立河宜子は「菅井キーン」、水野美紀は「スカーレット・オハラ庄助」、飯島直子は「一本糞のりこ」と命名された[1]。
- 『北野ファンクラブ』の高田文夫とのトークで、たけしは1993年当時に放送された自分の番組の中で当番組が一番面白く視聴率が取れるものと思い番組を企画制作したが、予想外に視聴率が伸びなかった事に対して「日本人の笑いの感覚が自分の感覚とのズレを感じはじめ、新しい感覚の笑いを受け入れられない事に苛立ちを感じた」。特に裏番組のテレビ東京系『TVチャンピオン』が食関連の企画で高視聴率を取る事が多かったので「いまだに食い物の番組を見て良い〜なんて言ってる奴が多い。だから日本人は貧乏臭いんだ!イヤんなっちゃうよ」と語っていた。また構成を担当したダンカンは、夜8時開始ではなく夜10時開始だったら視聴者層も変わって視聴率がもっと良い結果になっていたかもしれないと分析していた。
- 吉田照美の「チャレンジ実況」や「北野芸能塾。」のコーナー内でたけしが頻繁に秋田県の特産品「まげわっぱ」というワードを多用した為、当番組には所々（映像のテロップやコントなど）にまげわっぱと表示される事が多かった。

## コーナー
- ミニドラマ「大家族主義」（前期）→「堀切家の人々」（後期）
- たけし教養講座（前期の3か月間のみ）- スケベとゲージツのはざま研究、ピンク・レディーを展開せよ、加山雄三＝荒井注であることを証明せよ、斉藤由貴がコーヒーを飲んだらどうなるか展開せよ、キスと鼻についてのコペルニクス的実証、キスマークパンツの浮気確率、天丼の公式　他
- たけしの親切なゴルフ（前期の3か月間のみ）- たけしとプロゴルファーの坂田信弘によるゴルフ対決。たけしはハーフ9ホール (INの10番から18番) でバーディーを2回取り、坂田からオナーを1度奪った好成績だった。
- たけし&所のOBが狙ってる（3回のみ放送）- たけし・坂田プロの2人に所ジョージを加えた3人によるゴルフ対決。なおコーナータイトルは、当時毎日放送 (TBS系) で放送されていた『たけし・所のドラキュラが狙ってる』からの流用。
- チャップリン東郷のつかみは俺にまかさねぇかい！（前期の3か月間のみ）- たけし扮するベテラン芸人「チャップリン東郷」が後輩芸人に芸を伝授する。後輩芸人役としてウッチャンナンチャン扮する「デュエッツ」、トミーズ扮する「ザ・アフガニスタン（最初は東郷が名付けた"くさや塩辛"という名前だった）」が出演した。
- たけし・ウンナンの大ボケ一家（後期の3回のみ放送）- たけしが父親、内村が長男、南原が次男で繰り広げた家庭内コント。
- ギャップトーク（たけちゃんがヒロミに教えてあげる、ヒロミがたけちゃんに教えてあげる）
- 北野芸能塾。（前期の3か月間のみ）
- 吉田照美のチャレンジ実況（前期の3か月間のみ）
- たけし・ヒロミ・タカの乱入企画（第1回目のスペシャルで、八代亜紀の新宿コマ劇場コンサートの幕間に乱入）
- 女子高生のあいだでひそかにささやかれている民話集（第1回と第2回のみ）- ダンカンのイラストをアニメ化し、及川ヒロオがナレーションを担当。
- たけしだけが知っている（後期の3か月間のみ）- 昔の番組「本物は誰だ」のコンセプトで行った企画。
- 輝け！夢の物々交換ショー（後期の3か月間のみ）
- たけしVS天才小学生（後期の3か月間のみ）- 百人一首、剣道、将棋、野球 (VS中学生チーム)、バドミントン、ビリヤード、麻雀、ドッジボール。たけしはビリヤード対決のみ1勝1敗の引き分けだったが、それ以外は歯が立たなく敗れた (得意の野球は味方のエラー等での失点が響き敗北)。

## ミニドラマ「大家族主義」「堀切家の人々」
番組内の1コーナーとして放送された、三谷幸喜脚本による連続ホームドラマ。当番組を作るイーストとフジテレビが同様に共同制作していた『やっぱり猫が好き』と類似したドラマ構成と演出である。
前期の3か月間は「大家族主義」のタイトルで「病院編（全三話）」「新幹線編（全四話）」「警察編（全三話）」を放送。後期の3か月間は「堀切家の人々」に改題され、一家が住むマンションの一室が舞台の一話完結型となった。
大家族の大黒柱・伝二郎（田中邦衛）と、その義理の息子・太（ビートたけし）、伝二郎の昔馴染みであこがれの存在である澄子（星由里子）を中心に、一家が事件や騒動に巻き込まれる様を描くコメディタッチのホームドラマ。田中邦衛、たけし、ルー大柴、小林聡美、諸星和己といった、大御所から若手まで豪華なキャスト陣で固められており、アドリブを多く交えた迷演技が見所。田中と星の共演は、『若大将シリーズ』を意識した設定となっている。
また、1998年にCS放送局『北野チャンネル』にて再放送された。

### 出演者
- 堀切伝二郎：田中邦衛
- 澄子：星由里子
- 大山太：ビートたけし
- よし江：高林由紀子
- 斉藤竜興：石丸謙二郎
- たか子：小林聡美
- 浜村丈：諸星和己（当時 光GENJI）
- えみ：中江有里
- 健二：ルー大柴
- いそ子：鷲尾真知子

### ゲスト出演者
- 病院編 - 西田健
- 新幹線編 - 石橋蓮司、玉置浩二、斉藤暁、吉田美江
- 警察編 - 塩見三省、室田日出男、小倉一郎、石田登星
- 堀切家の人々 - 相島一之

## 出演者（バラエティーコーナー）
- ビートたけし
- ヒロミ (第10回以外出演)
- ガダルカナル・タカ (第11回までは毎回出演)

### コント
- 地井武男
- 河原崎長一郎
- 藤田弓子
- 渡嘉敷勝男
- 宮川一朗太
- 及川ヒロオ (女子高生のあいだでひそかにささやかれている民話集ではナレーションを担当)
- 中條かな子
- ダンカン
- ラッシャー板前
- なべやかん
- SHIHO
- 須田哲夫（当時フジテレビアナウンサー）

### チャップリン東郷のつかみは俺にまかさねぇかい!→たけしVSウンナン大ボケ一家
- ウッチャンナンチャン

### チャップリン東郷の街頭テレビで見てくれてるかい!→チャップリン東郷のテレビなぐりこみ
- トミーズ
- 川端健嗣（当時フジテレビアナウンサー・たけしVS天才小学生の対決時の実況担当やコントコーナーにも出演）
- 西山喜久恵（フジテレビアナウンサー）

### たけし&所のOBが狙ってる
- 所ジョージ
- 広川太一郎（後半からラストまでのナレーション）

### たけしVS天才小学生
- 林葉直子
- 陣内貴美子
- 新沼謙治
- 金沢明子（ブリッジにも出演）
- 田口れんじ (Wコミック)
- キラー・カーン
- 井手らっきょ
- 太田コースケ
- 福井謙二 (当時フジテレビアナウンサー) ほか

頭脳集団〈たけしの特訓サポーター〉
- ビートきよし（コントコーナーにも出演）
- キャイ〜ン
- 出川哲朗
- 春一番（最終回のみ）

### 北野芸能塾。
- 立河宣子
- 中山博子
- 松島エリース
- さかもとかおり
- 水野美紀
- 飯島直子（後期は輝け!物々交換ショーや、たけしだけが知っているにも出演）
- 前田つばさ
- 久保恵子
- 八木亜希子（当時フジテレビアナウンサー・「チャップリン東郷の街頭テレビで見てくれてるかい!」にも出演）
- 玉置宏 (ゲスト講師・ブリッジにも出演)
- 酒井ゆきえ (ゲスト講師)

### チャレンジ実況!
- 吉田照美

### ブリッジ
- モダンチョキチョキズ
- 林家ペー
- 林家パー子（ペーとパー子は別々のブリッジ枠で出演）
- 青空球児・好児
- 石井光三
- レツゴー三匹
- 松尾伴内
- つまみ枝豆
- ゼンジー北京
- 山口美江
- 荒井注
- 松村邦洋
- ポール牧
- 前田隣（コントにも1度出演）
- 横山ホットブラザーズ

### たけし教養講座
- 吉田宏プロデューサー（助手のカン先生）ほか

### たけしの親切なゴルフ
- 坂田信弘（「たけし&所のOBが狙ってる」にも出演）
- アニマル浜口
- 木村晋介
- アントン・ウィッキー
- 千石正一

### たけしだけが知っている
- 織田無道
- 塩田丸男
- 高品格
- 横山ノック
- 上田哲
- 石井秀忠（大塚美容外科 院長）
- 金萬福

### 輝け!物々交換ショー
- 山城新伍
- 星由里子（ドラマパートにも出演）
- 千昌夫
- 中野浩一
- 高橋慶彦
- 高田延彦
- 塩沢とき
- なぎら健壱
- 見栄晴
- 伊集院光

ほか多数

## スタッフ
- 企画●北野武 ／ 鈴木哲夫（フジテレビ）
- 構成●助田卓（第11回まで・第12回からはディレクター）／ 岩立良作（第12回から）、高橋秀樹（第12回から）、ダンカン、鮫肌文殊、高橋洋二（第10回まで）、安達元一（第7回から）
- 脚本●三谷幸喜（ドラマパートのみ）
- ナレーター●槇大輔（前期のみ）、大森章督（後期のみ）、平野義和（第18回のみ）、横田砂選（前期「たけし教養講座」のみ）、バッキー木場（「たけし所のOBが狙ってる」のみ）、相川浩（「大家族主義」のみ）
- アニメーション (前期)●TEAビデオセンター、白石洋
- ＣＧ●クロステレビ（前期のみ）、DELICIOUS
- 技術●本木明博（第11回まで）→ 小山内義紀（第12回・第13回）、松岡良治（第14回から）
- カメラ●山本博俊（第4回まで）→ 長瀬元孝（第5回から）
- ＶＥ●花田慎太郎、大和田謙一（第11回まで・第12回からはＶＴＲ）
- ＶＴＲ●石垣強（第11回まで）
- 照明●松本修一（ティエルシー）
- 音声●高木哲郎（第17回まで）→ 高橋昇（第18回から）
- 音効●有馬克己（東京サウンド企画）、川崎恵介（東京サウンド企画・第6回から）
- ＥＥＤ●井戸清（ヴィジュアルベイ）、横山良一（パークタワーウエスト）、石丸健一（RVC）
- ＭＡ●大江善保（ビームテレビセンター・前期のみ）、松元祐二（RVC）、菱山和良（アートプラザ1000・後期のみ）
- ＴＫ●今泉暢子（MEN'S・前期）、大塚久子（後期）、浜川久美（「大家族主義」・「堀切家の人々」を担当）
- 美術プロデューサー●八旗眞人
- 美術制作●丸山覚、佐藤隆男
- 美術デザイン●金子俊彦、高田太郎
- 装置●沢野伸司、三木憲一（第8回～第10回）
- 装飾●藤田明伸、松宮廣之、岡沢みわ（前期）→ 大村充、須藤幸恵（後期）
- 持道具●石橋清奈
- 衣装●千葉辰哉
- 電飾●長井努
- かつら●大井きく子
- メイク●山本司朋
- キャラクターデザイン (後期のみ)●西内としお
- 取材協力●サウザンドリーフスゴルフクラブ（第11回まで）、コマ・スタジアム（第1回・第3回） ほか
- 技術協力●東通、FLT（前期のみ）、VISUALBAY（ヴィジュアルベイ）、パークタワーウエスト、ビームテレビセンター（前期のみ）、東京サウンド企画（現 スカイウォーカー）、RVC（六本木ビデオセンター）、CORE（コアプロジェクト・前期のみ）、クロステレビ（初回のみ）、アートプラザ1000（後期のみ）
- 美術協力●アックス
- 企画協力●オフィス北野
- 制作協力●MEN'S
- 収録スタジオ●渋谷ビデオスタジオ、レモンスタジオ
- 広報●山本政己（フジテレビ）
- ディレクター●玉井昭彦、今井康之（前期のみ）、山本竹輝、安井健、井上晃一、手塚公一
- 演出●つきざわけんじ（MEN'S・後期はチーフディレクター）
- プロデューサー●梅本満、波多野健、西滝順二（後期は演出）、吉田宏  ／ 河合徹（フジテレビ）、大辻健一郎（フジテレビ）
- 制作●イースト、フジテレビ

## 関連番組
- 北野ファンクラブ - たけしやたけし軍団、ナレーターの槇大輔、技術・美術・音効・編集スタッフ、プロデューサーの吉田宏・梅本満・鈴木哲夫、演出のつきざわけんじが関わっている。
- 足立区のたけし、世界の北野 - 北野ファンクラブの後継番組。本番組の「たけし教養講座」のコンセプトを引き継ぐ。
- やっぱり猫が好き - 本番組のドラマパートの構成・演出が類似。脚本の三谷幸喜、出演者の小林聡美、音効の有馬克己、TKの浜川久美、プロデューサーの波多野健・鈴木哲夫が関わっている。
- ジャングルTV 〜タモリの法則〜 (TBS系列 毎日放送製作) - 当番組終了後、イーストの一部スタッフ (波多野健、西滝順二、今井康之、手塚公一) は「ジャングルTV」の制作に移り変わる。